# Léonard Chambonnaud
Léonard Chambonnaud dit également Léon Chambonnaud ou Chambounaud, né  le 25 octobre 1873 à Châlus et mort 28 mai 1953 dans le 20e arrondissement de Paris, est un professeur d’études techniques, auteur de manuels scolaires et professionnels portant sur les activités marchandes, publicitaires, administratives et financières des entreprises.
L'ensemble de son œuvre tend à la théorisation des méthodes et techniques des affaires (commerce, publicité, gestion financière, gestion du personnel).
Considéré comme l’un des pionniers du marketing, Léonard Chambonnaud rédige et dirige la première encyclopédie des affaires rédigée en langue française : La technique des affaires.

## Biographie
Fils du propriétaire foncier et entrepreneur de travaux public Arnaud Chambonnaud (1813 -1880), Léon Chambonnaud  est né à Châlus, en Haute-Vienne. Il intègre l'École des hautes études commerciales (HEC), à 23 ans, en 1896.
Il publie son premier ouvrage L'esprit commercial en agriculture en 1898 avant d’enseigner à l'l'École supérieure de commerce et d'industrie. Il enseigne également à l'École nationale d'arts et métiers, et à l'École normale de l'enseignement technique
Son travail s'inscrivant dans la lignée des idées développées par Jean-Gustave Courcelle-Seneuil, dont le Manuel des affaires (1855) est considéré comme le premier traité pratique de gestion des entreprises, Léonard Chambonnaud est particulièrement attentif aux évolutions des pratiques commerciales anglo-saxonnes de son temps.
Il traduit et adapte en langue française des ouvrages en lien avec les techniques et méthodes des affaires (commerce, publicité, gestion, personnel) et s'inspire tout particulièrement des écrits de l'Américain Sherwin Cody (en) dont il traduit et adapte, en 1912, L’Art de faire des Affaires.
En 1911, il publie son First Book of Business English. Premier livre d'anglais commercial qui connait quatre éditions, de 1911 à 1949. Cet ouvrage, rédigé avec un professeur d’anglais, Pierre Texier, enseignant à l'École pratique de commerce et d'industrie de Limoges, et Sherwin Cody, sera refondu à partir de 1926 sous le titre : Business English. Livre d'anglais commercial.
Il est l’auteur, toujours en collaboration avec Pierre Texier, de manuels de cours d’anglais commercial : la série des « Fred et Maud » : Fred and Maud, Fred and Maud across the Channel, Fred and Maud at home, Fred and Maud around the World. Ces manuels ont été publiés de 1912 à 1920 chez Dunod.
En 1931, il publie Promenades autour de l’entreprise, ouvrage composé de sept leçons dispensées en cours par correspondance à l’usage des chefs d’entreprise .
Son œuvre principale est La Technique des affaires, collection qu’il dirige et rédige en collaboration avec d’autres spécialistes. Cet ouvrage (4 500 pages en neuf volumes), publié à partir de 1918 chez Dunod, est considéré comme la plus grande encyclopédie des affaires rédigée en langue française. Elle a été traduite en espagnol.
Titulaire des Palmes académiques, il est membre, en 1913, de l’Union des associations d’anciens élèves des écoles supérieures de commerce
Il meurt le 28 mai 1953 à Paris et est enterré à Cussac à proximité de Châlus sous les nom et prénom de Léon Chambonnaud.